# Thornicrofts giraffe
Thornicrofts giraffe (Giraffa tippelskirchi thornicrofti synoniem: Giraffa camelopardalis thornicrofti) is volgens onderzoek gepubliceerd in 2016 een ecotype van de masaigiraffe die alleen voorkomt in South Luangwa National Park in Oost-Zambia. De soort is vernoemd naar Harry Scott Thornicroft.
Volgens de specialisten van de IUCN in 2016 is verder DNA-onderzoek vereist voor een indeling in soorten en ondersoorten waarover consensus mogelijk is. De populatie in Zambia is volgens onderzoek gepubliceerd in 2017 stabiel gebleven tussen 1983 en 2015 en bedroeg 600 dieren. Daarom heeft de IUCN in 2018 de ondersoort als kwetsbaar ingedeeld. 